# 基什·巴林特

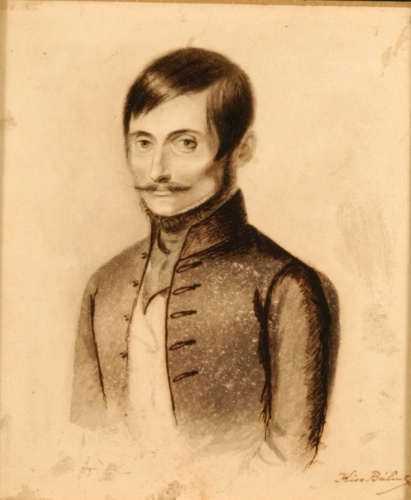
基什·巴林特

基什·巴林特（Kiss Bálint，1802年12月29日—1868年1月27日）是一位匈牙利画家、平面设计师。1827年，基什·巴林特入读维也纳美术学院。1830年，他返回森特什，並靠画肖像维持生计。1847年，基什·巴林特出任匈牙利国家博物馆馆长。1848年匈牙利革命之后，基什因多次参与改革运动而在1850年被解职。